# Saxo-Frisia (stichting)
De Stichting Saxo-Frisia was een volkenkundige stichting die in januari 1941 werd opgericht door de Groninger hoogleraar oudgermanistiek J.M.N. Kapteyn. De oprichting was het gevolg van een daartoe strekkende oproep door Kapteyn gedaan tijdens een bijeenkomst van de Volksche Werkgemeenschap. De stichting droeg dezelfde naam als het twee jaren daarvoor - eveneens door Kapteyn opgerichte -tijdschrift Saxo-Frisia, maar had anders dan het tijdschrift een duidelijk politiek en ideologisch doel. Tijdens de oprichtingsvergadering hield Kapteyn een rede Friezen, Saksen: twee loten van den Germaanschen Stam die gelezen kan worden als het politieke program van de stichting. Als stichting viel van meet-af-aan onder de Volksche Werkgemeenschap, en was als zodanig ondergeschikt aan de SS-organisatie Ahnenerbe. Vanaf november 1941 viel de stichting onder rechtstreeks gezag van Henk Feldmeijer, leider van de Nederlandsche SS.
De stichting gaf een eigen tijdschrift uit dat Het Noorder Land werd genoemd. 
Toen Kapteyn na Dolle Dinsdag schielijk Nederland verliet, kwam er een einde aan het bestaan van de stichting.